# Boddien (Adelsgeschlecht)

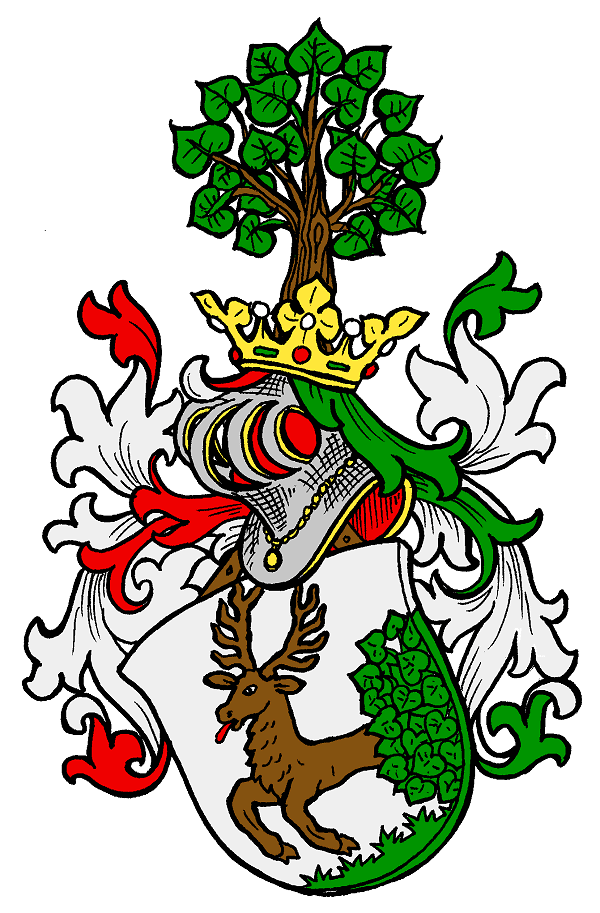
Wappen derer von Boddien

Boddien, auch Boddin, ist der Name eines Adelsgeschlechts aus Mecklenburg, wo es mehrere Orte des Namens Boddin gibt. Glieder der Familie sind in großherzoglich mecklenburg-schwerinischen und mecklenburg-strelitzischen Hofdiensten und in königlich preußischen, königlich hannöverschen und königlich niederländischen Militärdiensten zu hohen Ehrenstellen gelangt.

## Geschichte
Nach Kneschke kam das Adelsgeschlecht aus Hannover, es stammt ursprünglich aber aus Mecklenburg. Stammvater ist Bernhard Gottfried Boddin (* 1694 in Demmin in Pommern; † 1758) Gutsbesitzer auf Danneborth und Alten-Karin, beides heute Ortsteile der Gemeinde Carinerland in Mecklenburg. Sein Sohn August Gotthard Boddien erhielt am 8. August 1787 zu Wien den Reichsadelsstand. Der königlich hannöversche Generalmajor Johann Caspar von Boddien, auf Danneborth und Weisin, wurde am 19. Juni 1822 der mecklenburgischen Ritterschaft inkorporiert. Der königlich niederländische Oberstleutnant Frederik Hendrik von Boddien wurde am 9. Dezember 1898 in den niederländischen Adel aufgenommen.
Im Einschreibebuch des Klosters Dobbertin befinden sich neun Eintragungen von Töchtern der Familien von Boddien aus dem Hause Weisin aus der Zeit von 1834 bis 1893 zur Aufnahme in das dortige adelige Damenstift.

### Besitzungen
Das Stammhaus in Mecklenburg befand sich in Weisin in der heutigen Gemeinde Passow (Mecklenburg) im Landkreis Ludwigslust-Parchim. Von 1819 bis 1837 war Oberst Johann Caspar von Boddin, Besitzer von Weisin. Weitere Besitzungen waren in Ostpreußen im Landkreis Ragnit und in Knauten (Landkreis Preußisch Eylau) von 1898 bis 1945.

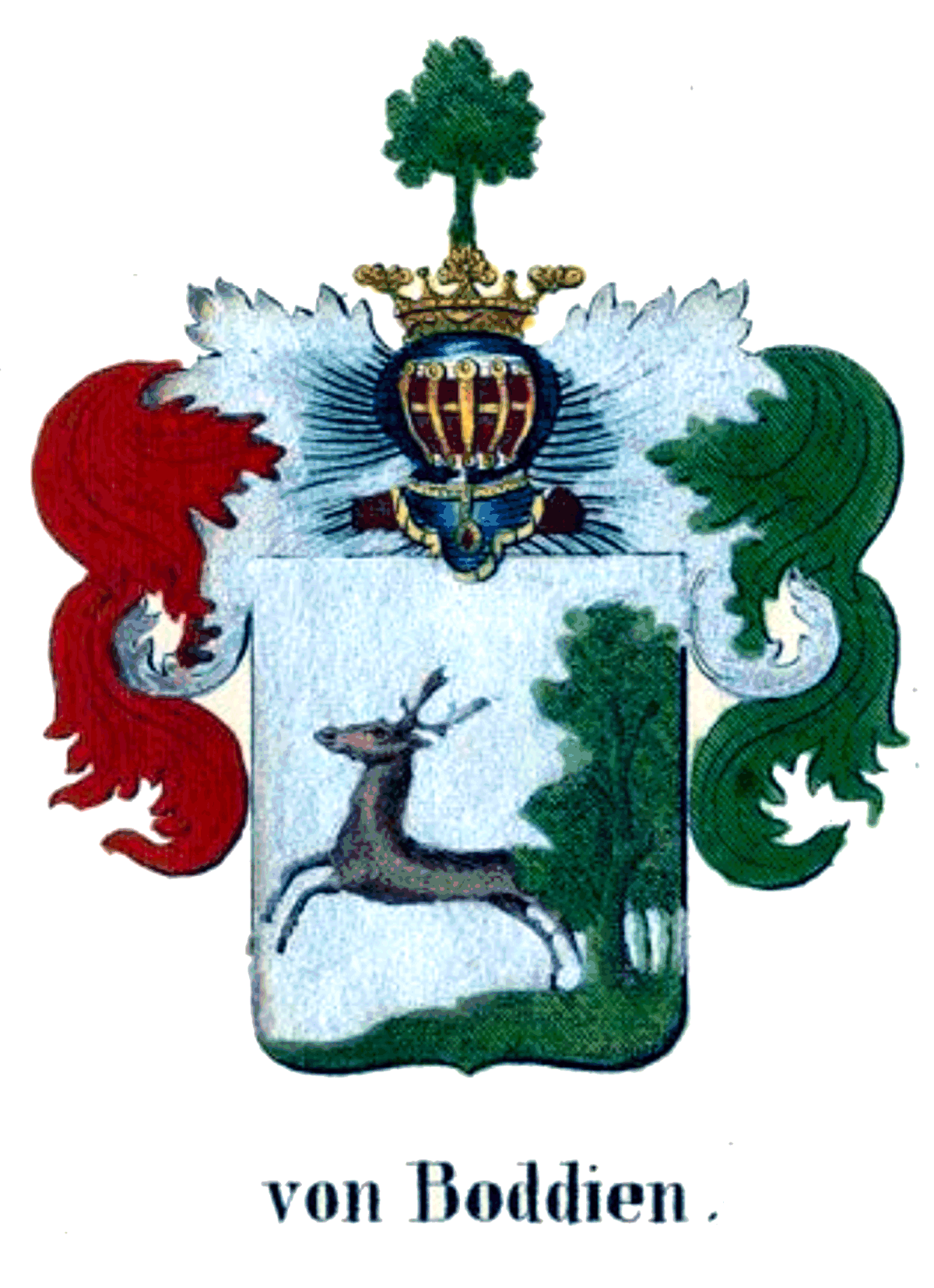

## Wappen
Das Wappen von 1787 zeigt in Silber auf grünem Boden einen aus Gebüsch springenden natürlichen Hirsch. Auf dem Helm mit rechts rot-silbernen und links grün-silbernen Decken ein natürlicher grüner Baum.

## Bekannte Familienmitglieder
- Friedrich Gotthard von Boddien (1769–1842), Geheimer Domainenrat, preußischer Regierungsrat in Aurich
- Johann Caspar von Boddien (1772–1845), mecklenburg-schwerinscher Generalmajor
  - Alfons von Boddien (1802–1857), preußischer Offizier, Abgeordneter der Frankfurter Nationalversammlung (1848–1849) und Karikaturist
  - August von Boddien (1803–1876), meckl. Kammerherr
  - Karl von Boddien (1805–1876), kgl. preuß. Regierungsrat, Gutsbesitzer Leißienen
    - Hans von Boddien, Gutsbesitzer in Ostpreußen (Leißienen), kgl. preuß. Major, verhh. m. Luise Freiin von Schenck zu Tautenburg
      - Else von Sperber, geb. von Boddien (1881–1977), deutsche Frauenpolitikerin
      - Heinrich von Boddien (1894–1971), deutscher Maler und Illustrator;[6][7]

  - Sophie von Boddien (1807–1879), Hofdame Ludwigslust
  - Leopold von Boddien (1809–1875), kgl. hann. Generalmajor, Gutsbesitzer Klein Zschachwitz
    - Georg von Boddien (1850–1926), deutscher Maler, kgl. säschs. Offizier, Gutsbesitzer Klein Zschachwitz

  - Helene von Boddien (1810–1869), Ehefrau des Landrats Ludwig von Oertzen
  - Adolf von Boddien (1812–1885), mecklenburg-strelitzischer Hofmarschall und Schloßhauptmann
    - Helene von Krause, geb. von Boddien (1841–1915), deutsche Schriftstellerin
    - Wilhelm von Boddien (1842–1920), mecklenburg-strelitzischer Kammerherr, verh. m. Wanda von Tresckow
      - Wiwigens von Boddien (1879–1950), Major, verh. m. Maria von Hardt
        - Wolf Dietrich von Boddien (1908–1945), vorm. auf Münsterberg, verh. m. Elisabeth Sieveking
          - Wilhelm von Boddien (* 1942), dt. Kaufmann, Geschäftsführer des Fördervereins für den Wiederaufbau des Berliner Stadtschlosses

    - Hans (Johann Kaspar) von Boddien (1847–1918), Geheimer Regierungsrat und Landrat des Kreises Segeberg (vom 5. Februar bis 11. Mai 1901)[8]

  - Gustav von Boddien (1814–1870), mecklenburgischer Forstmeister und Dichter, Rr. d. Johanniterordens
    - Harry von Boddien (1855–1915), preußischer Generalleutnant
    - Alfons von Boddien (1860), herzgl. sachs. meining. Kammerherr, verh. m. Marie Luise von Behr
      - Oskar von Boddien (1900–1942), deutscher Offizier, Nachfahre (Enkel) des Forstmeisters Gustav von Boddien

  - Hugo von Boddien (1818–1898), kgl. preuß. Rittmeister a. D.